# Природни ресурси
Природни ресурси су појаве, процеси или објекти у природи који утичу конструктивно или деструктивно на развој 
живих бића и њихових активности. Човек може користити природне ресурсе као потенцијале за развој. Природни ресурси човеку користе за становање, исхрану, производњу енергије и експлоатацију. Штета коју човеку наносе природни ресурси се испољава у виду болести, природних непогода или угрожавања животне средине. Основни природни ресурси су:
- земљиште (пољопривредно, грађевинско и шумско)
- стене, минерали, фосилна горива
- вода
- клима (сунце, ветар, плима и осека)
- флора и фауна

Природни ресурси се могу поделити на више начина на:
- ограничене и неограничене
- обновљиве и необновљиве
- биотичке и абиотичке

Природни ресурси су економска интерпретација природног потенцијала у смислу искориштавања природе од стране човека. Присуство природних ресурса представља могућност за њихову експлоатацију. Природни ресурси су дефинисани људском перцепцијом, навикама и потребама, оно што представља ресурс у једној култури не мора бити перципирано као потенцијал за стварање богатства у другој култури.